# Spoorlijn aansluiting Fortuna - aansluiting Hardt
De spoorlijn aansluiting Fortuna - aansluiting Hardt is een Duitse spoorlijn en is als spoorlijn 2421 onder beheer van DB Netze. 

## Geschiedenis
Het traject werd door de Preußische Staatseisenbahnen geopend op 1 oktober 1908.  

## Treindiensten
De lijn wordt alleen gebruikt voor goederenvervoer.

## Aansluitingen
In de volgende plaatsen is of was er een aansluiting op de volgende spoorlijnen:
aansluiting Fortuna
DB 2550, spoorlijn tussen Aken en Kassel
aansluiting Flingern
DB 19, spoorlijn tussen de aansluiting Flingern en Düsseldorf-Eller
aansluiting Hardt
DB 2324, spoorlijn tussen Mülheim-Speldorf en Niederlahnstein
DB 2420, spoorlijn tussen Düsseldorf-Gerresheim en de aansluiting Hardt

## Elektrische tractie
Het traject werd in 1963 geëlektrificeerd met een wisselspanning van 15.000 volt 16 2/3 Hz.